# أليكس سوربرونون
أليكس سوربرونون (4 سبتمبر 1989 في كندا - ) هو لاعب كرة قدم كندي في مركز الدفاع. شارك مع منتخب كندا لكرة القدم. أما مع النوادي، فقد لعب مع إمباكت مونتريال وTrois-Rivières Attak ‏ ونادي ادمونتون.